# Satz von Steiner-Lehmus

Der Satz von Steiner-Lehmus ist ein Satz der Elementargeometrie über Dreiecke.
Er wurde zuerst von Christian Ludolf Lehmus formuliert und dann von Jakob Steiner bewiesen.
Sind in einem Dreieck zwei Winkelhalbierende gleich lang, so ist es gleichschenklig.
Der Satz wurde zum ersten Mal 1840 in einem Brief von C. L. Lehmus an Charles-François Sturm erwähnt, in welchem dieser Sturm um einen elementargeometrischen Beweis der Aussage bat. Sturm verbreitete das Problem unter anderen Mathematikern und Jakob Steiner war einer der Ersten, die einen Beweis erbrachten. Seitdem wurde der Satz zu einem beliebten Gegenstand der Elementargeometrie, zu dem in den folgenden 160 Jahren zahlreiche Publikationen erschienen.